# Mahavira

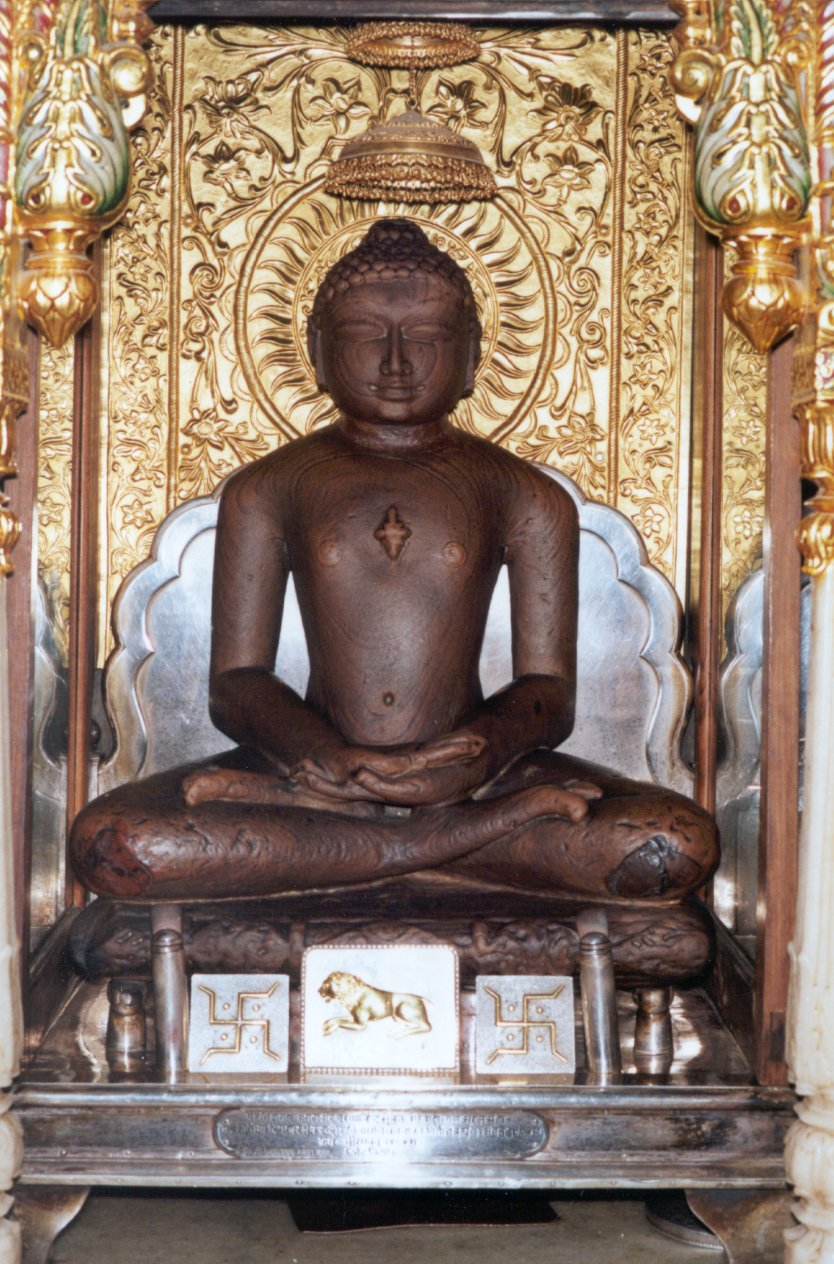
Mahavira

Mahavira (Sanskrit, m., महावीर, mahāvīra, wörtl.: „großer Held“) gilt vielen als der Begründer der indischen Religion Jainismus, die etwa zeitgleich mit dem Buddhismus entstanden ist. Die Lehre des Jainismus existiert in Indien bis auf den heutigen Tag; außerhalb des Subkontinents konnte sie jedoch – im Gegensatz zur Lehre Buddhas – nie nennenswert Fuß fassen. Mahavira gilt nach jainistischer Tradition als der letzte der 24 Tirthankaras (‚Furtbereiter‘); sein Vorgänger war der halbmythologische Parshvanata.
Gelehrte wie Karl Potter halten seine Biographie für ungewiss; Einige vermuten, dass er im 5. Jahrhundert v. Chr. gleichzeitig mit dem Buddha lebte. Mahaviras Lehren wurden von Indrabhuti Gautama (seinem Hauptschüler) als Jain Agamas zusammengestellt. Es wird angenommen, dass die mündlich von Jain-Mönchen übermittelten Texte im 1. Jahrhundert (als sie zuerst niedergeschrieben wurden) weitgehend verloren gegangen sind. Die von Mahavira gelehrten Versionen der Agamas sind einige der Grundlagentexte des Jainismus.
Mahavira wird normalerweise in sitzender oder stehender meditativer Haltung dargestellt, darunter das Symbol eines Löwen. Seine früheste Ikonographie stammt aus archäologischen Stätten in der nordindischen Stadt Mathura und stammt aus dem 1. Jahrhundert v. Chr. bis zum 2. Jahrhundert nach Christus. Seine Geburt wird als Mahavir Jayanti gefeiert, und sein Nirvana wird von Jains als Diwali beobachtet.
Außer diesem Mahavira gibt es auch andere Träger dieses Namens sowohl bei den Jainas als auch bei den Hindus.

## Überlieferung
Nach traditioneller Überlieferung soll Mahavira 599 v. Chr. in Kundapura, einem Vorort der Stadt Vaishali (heute: Besarh, nördl. von Patna), geboren und 527 v. Chr. in Pavapuri gestorben sein. Die genauen Datierungen sind umstritten; die moderne Forschung nimmt eher eine Lebenszeit von etwa 497 v. Chr. bis 425 v. Chr. an. Sein bürgerlicher Name war Vardhamana (wörtl.: „der Glückliche“), er gehörte der Kshatriya-Kaste der Jnata an. Als Prinz geboren, entschloss er sich – ähnlich der Lebensweise des Buddha, dessen Zeitgenosse er gewesen sein soll – zu einem asketischen Leben. Zu diesem Zeitpunkt muss er etwa 30 Jahre alt gewesen sein; er war bereits mit Yasodha verheiratet und hatte mit ihr eine Tochter. Nach zwei Jahren der Kasteiung entschloss er sich, alle Kleidung abzulegen und als nackter Asket umherzuwandern. Zwölf Jahre dauerte dieses Wanderleben und die Texte schildern in lebhaften Farben die Widrigkeiten der Witterung und die Anfeindungen der Menschen. Nach 12 Jahren erreichte er die Allwissenheit (äquivalent zur Erleuchtung Buddhas) unter einem Weidenbaum. Seither führte er die Ehrennamen Jina (‚der Siegreiche‘) und Mahavira (‚der große Held‘). Nun folgten Jahre unermüdlicher Lehrtätigkeit, in denen er predigend durch das Land zog, von Rajagriha bis Kaushambi. Er gründete einen Orden für Mönche und Nonnen und gewann zahlreiche Laienanhänger. Besonders in den Adelskreisen hatte er großen Erfolg. Die Könige von Magadha, Bimbisara und dessen Sohn Ajatasattu, waren seine Gönner und Förderer.
Nach 38-jähriger Lehrtätigkeit ging er der Überlieferung zufolge im Alter von 72 Jahren ins Nirwana ein. Die Führung der Gemeinde übertrug er der Legende nach auf elf Schüler unter der Leitung von Gautama Indrabhuti. Im ersten nachchristlichen Jahrhundert erfuhr die junge Religionsgemeinschaft eine Spaltung in dogmatischer Hinsicht.

## Lehre
Mahaviras Philosophie baut auf acht kardinalen (Gesetz des Vertrauens), drei metaphysischen (Dravya, Jiva und Ajiva) und fünf ethischen Prinzipien auf und hat als Zielsetzung eine Steigerung der Lebensqualität. Mahavira führte sein Leben nach den fünf großen, von ihm inaugurierten Gelübden der Entsagung (vratas), die auch heute noch für jeden Jaina im Leben – ob als Asket oder als Familienvater – Maßstab sind:
- Ahimsa (Gewaltlosigkeit gegenüber allem Lebendigen). Mahavira lehrte, dass neben einem selbst alle anderen Lebewesen Heiligkeit ausstrahlen und Würde besitzen, die es zu respektieren gilt. Vereinfacht ausgedrückt sollte jedem Lebewesen maximale Freundlichkeit entgegengebracht werden.
- Satya (Wahrhaftigkeit, Verzicht auf Lüge/einseitige Sichtweisen). Die Beachtung dieses Gelübdes führt zu Harmonie in einer Gemeinschaft. Geradhaftigkeit sollte die Rede beherrschen und anderen sollte das Recht auf eigenen Besitz zugestanden werden. Ein jeder sollte sich selbst in Gedanken, Worten und Taten treu bleiben, um in der Gemeinschaft ein Gefühl des Vertrauens aufbauen zu können.
- Asteya (Nicht-Stehlen). Nur Dinge, die rechtmäßig übergeben wurden, sollten angenommen werden.
- Brahmacharya (Keuschheit; für Nicht-Kleriker: Verzicht auf außerehelichen Sex). Die Bedeutung liegt hier auf stetiger und entschlossener Zurückhaltung sinnlicher Vergnügungen.
- Aparigraha (Besitzlosigkeit; für Nicht-Kleriker: Verzicht auf unnötigen Besitz). Nichtanhaftung an inneren Dispositionen (Gefallen und Ablehnung) und äußeren Errungenschaften.

Mahavira hat vor allem viel Wert auf bedingungsloses Ahimsa (Nicht-Verletzen von Lebewesen) und Vairagya (Inneres Loslassen, Enthaltsamkeit) gelegt. Diese Schwerpunkte sind auch für den Buddhismus bedeutsam und haben sicherlich auch die späteren Schriften und Meister des Yoga beeinflusst. Sowohl Buddhismus als auch Jainismus wollen einen praktischen Weg zur Erlösung aufzeigen. Während der Buddha die Selbstkasteiung nur bedingt guthieß, spielte diese für Mahavira eine große Rolle zur Auflösung vergangenen Karmas. Die Lebensführung eines Jainas ist auch heute noch größeren Restriktionen unterworfen, zum Beispiel in Bezug auf Essensvorschriften.
Mahavira lehrte ferner, dass die Jagd nach Vergnügungen einem endlosen Spiel gleicht und dass deswegen individuelle Verlangen und Leidenschaften vom Verstand gezügelt werden sollten. Nur so können Gleichmut, geistige Ausgeglichenheit und spirituelle Balance sich einstellen. Unnötige Bereicherung an materiellen Gütern und Besitztümern sollte unterbleiben, da sich nur dann soziale Gerechtigkeit mit einer fairen Verteilung an Dienstleistungen in einer Gemeinschaft verwirklichen lassen. Die Mächtigen und Reichen sollten die Schwachen und Armen nicht noch weiter unterdrücken, indem sie weiter endlosen Besitz anhäufen. Dies führt nur zu einer ungerechten Verteilung von Reichtum und letztendlich zu Armut. Die fünf Gelübde jedoch durch externe gesetzliche Behörden durchsetzen zu wollen, kann nur Hypokrisie oder verborgene kriminelle Tendenzen nach sich ziehen. Daher sollte ein jedes einzelne Mitglied einer Gemeinschaft an sich selbst Zurückhaltung üben, um sozialen Frieden, Sicherheit und eine aufgeklärte Gesellschaft anzusteuern.

## Einzelbelege
1. ↑  http://www.jainworld.com/literature/jainhistory/chapter4.asp
2. ↑  K. Armstrong: Die Achsenzeit. München, 2006
3. ↑  Mircea Eliade und Ioan P. Culianu: Der Jainismus. In: "Handbuch der Religionen". Suhrkamp, Frankfurt am Main 1995, S. 328
4. ↑  Mircea Eliade und Ioan P. Culianu, op. cit, S. 330
5. ↑  K.E.Neumann: Die Reden des Buddha "Mittlere Sammlung". 5. Auflage. Beyerlein -  Steinschulte, Herrnschrot 1995, ISBN 3-931095-00-2, S. 777 ff.
6. ↑  Digha Nikaya 25. In: www.palikanon.com. Abgerufen am 11. Juni 2016.